# Raúl Villareal
Raúl Villareal est un boxeur argentin né le 29 octobre 1909 et mort à une date inconnue.

## Biographie
Il remporte la médaille de bronze olympique des poids moyens aux Jeux de Berlin en 1936 en étant battu en demi-finale par le français Jean Despeaux.